# Hanigad
Hanigad (Hanigad Island) es una isla situada en Filipinas, adyacente a la de Mindanao. Corresponde al término municipal de la Ciudad de Surigao perteneciente a  la provincia de Surigao del Norte situada en la Región Administrativa de Caraga, también denominada Región XIII.

## Geografía
Isla situada  11 km al norte de la ciudad de  Surigao, entre las islas de Sibale (barrios de Lisondra y de Zaragoza) y las de Aguasán y Nonoc (barrios de Cantiasay, Nonoc y Talisay); al sur de la bahía de Aguasán, islas Calibán y Dinagat; al este del estrecho de Surigao; y al norte del canal de Hinatuán. Divida entre los barrios de Aurora y de San Pedro.

## Localidades
La isla cuenta con una población de 1.618 habitantes repartidos entre  dos  siguientes barrios:
- Aurora, 758 habitantes.
- San Pedro, 860 habitantes.